# 황해병영
황해병영(黃海兵營)은 황해도 황주(黃州)에 위치하였던 조선시대의 황해도 지역 군영(軍營)이다. 지휘관은 종2품 황해도병마절도사(黃海道兵馬節度使).

## 연혁
- 1612년(광해 4년), 황주에 병마영 설치
- 1676년(숙종 2년, 병마절도사를 보좌하는 우후(虞候) 설치
- 1895년(고종 32년) 7월 15일, 폐지[1]

## 황해병영 건물
황해병마절도영에는 대표적으로 다음과 같은 같은 건물이 있었다.
- 운주헌(運籌軒) : 종2품 병마절도사의 공식 업무 공간
- 내아(內衙) : 병마절도사 가족의 생활 공간
- 결승당(決勝堂) : 종3품 병마우후(兵馬虞候)의 업무 공간
- 문루(門樓) : 병마영 정문[2]

### 황해병영 인근 시설
- 황주목(黃州牧) : 황주 지역의 행정, 사법, 치안을 담당하는 3품 황주목사(黃州牧使)의 관청 (황해병영 남쪽에 위치)
- 제안관(齊安館) : 각종 의례를 행하거나 황주를 방문한 관원의 숙박 용도로 사용되던 객사(客舍) 건물 (황해병영 서쪽에 위치)
- 향교(鄕校) : 황주목의 관립 교육기관 (황주목 남쪽에 위치)
- 월파루(月波樓) : 황주읍성 명승(名勝) 누각[3]

## 같이 보기
- 감영
- 선화당
- 포정문